# Municipio 3 (condado de Morris)
El municipio 3 (en inglés: Township 3) es un municipio ubicado en el condado de Morris en el estado estadounidense de Kansas. En el año 2010 tenía una población de 446 habitantes y una densidad poblacional de 4,08 personas por km².

## Geografía
El municipio 3 se encuentra ubicado en las coordenadas 38°49′8″N 96°34′8″O / 38.81889, -96.56889. Según la Oficina del Censo de los Estados Unidos, el municipio tiene una superficie total de 109,23 km², de la cual 108,81 km² corresponden a tierra firme y (0,39%) 0,42 km² es agua.

## Demografía
Según el censo de 2010, había 446 personas residiendo en el municipio 3. La densidad de población era de 4,08 hab/km². De los 446 habitantes del municipio 3, el 94,39% eran blancos, el 0,9% eran afroamericanos, el 1,35% eran amerindios, el 0,67% eran asiáticos, el 0,22% eran de otras razas y el 2,47% pertenecían a dos o más razas. Del total de la población el 3,14% eran hispanos o latinos de cualquier raza.